# Tangjiapo (köpinghuvudort i Kina, Shandong Sheng, lat 37,22, long 120,99)
Tangjiapo (kinesiska: 唐家泊, 唐家泊镇) är en köpinghuvudort i Kina. Den ligger i provinsen Shandong, i den östra delen av landet, omkring 360 kilometer öster om provinshuvudstaden Jinan. Antalet invånare är 25 001. Befolkningen består av 12 129 kvinnor och 12 872 män. Barn under 15 år utgör 9,0 %, vuxna 15-64 år 75 %, och äldre över 65 år 14,0 %.
Runt Tangjiapo är det tätbefolkat, med 286 invånare per kvadratkilometer. Närmaste större samhälle är Zhuangyuan, 16,7 km nordväst om Tangjiapo. Trakten runt Tangjiapo består till största delen av jordbruksmark.
Genomsnittlig årsnederbörd är 748 millimeter. Den regnigaste månaden är juli, med i genomsnitt 264 mm nederbörd, och den torraste är februari, med 12 mm nederbörd.